# IntelliMirror
IntelliMirror — технология, разработанная Microsoft. Предназначена для упрощения и ускорения процесса конфигурирования рабочих станций на основе Windows XP, Windows 2000 и более поздних версий в сетях Windows 2000. Функционирует неразрывно с Active Directory.
Позволяет реализовать 3 основных возможности:
- Управление профилями пользователей
- Управление пользовательскими данными
- Управление установкой и обновлением программного обеспечения

Управление профилями пользователей подразумевает централизованное хранение профилей пользователей и синхронизация с локальной копией на станции при входе пользователя в систему. Это позволяет сохранять индивидуальные настройки рабочей среды пользователя при входе в систему с разных компьютеров сети.
Аналогично осуществляется управление пользовательскими данными. Администратор выбирает каталоги, которые будут храниться централизованно, при входе пользователя эти каталоги синхронизируются с локальной копией. Пользователь работает с этой локальной копией, а при выходе из системы каталоги вновь синхронизируются и на сервер сохраняются все изменения.
Управление установкой и обновлением ПО позволяет администратору сети централизованно устанавливать на компьютеры пользователей программное обеспечение. ПО должно быть представлено в формате .msi, и размещено в каталоге Active Directory. Администратор выбирает, какое ПО какой группе компьютеров необходимо установить, ПО устанавливается при следующем входе пользователя в систему.